# Pikarski roman
Pikarski roman je originalna podvrsta romana koji je nikao u Španiji (kasnije su ga i druge književnosti preuzele). Nastao je na prelazu iz renesanse u barok kao parodija na idealistička pripovedanja renesanse. Prvi pikarski roman se pojavljuje 1544. godine u Burgosu pod nazivom Vida de Lazarillo de Tormes y de sus fortunas y adversidades. Postoje pretpostavke da je prvo izdanje nastalo ranije, 1553. godine, ali da nije sačuvan nijedan primerak. Međutim, delo koje je uspostavilo konačni model i odlike pikarskog romana bilo je La Vida del pícaro Guzmán de Alfarache iz 1599. godine, čiji je autor Mateo Aleman.

## Razvoj pikarskog romana
Pikarski roman se menjao i evoluirao kroz različite etape :
- Od 1599. do 1605. pikarski roman je bio na vrhuncu slave, sa svojim najboljim predstavnicima: El Lazarillo de Tormes i Guzmán de Alfarache. Krajem ovog perioda već počinje da se naslućuje početak dekadencije.
- U periodu od 1605. do 1620. traje etapa dekadencije i više se ne koriste karakteristične odlike žanra. U većini slučajeva roman više nije autobiografskog karaktera, već se piše u trećem licu jedine.
- Raspon od 1620. do 1626. predstavlja period preporoda pikarskog romana. Vraćaju se stara, ustanovljena pravila i struktura pripovedanja i pojavljuju se bitna dela: Segunda parte de la vida del Lazarillo de Tormes, Lazarillo de Manzanares, Varia fortuna del soldado Píndaro i druga.
- Godine od 1626. do 1646. obuhvataju poslednju etapu, u kojoj se mogu izdvojiti dva dela: Estebanillo González i La garduña de Sevilla.

## Odlike pikarskog romana
Uprkos tome što je svako delo individualno, svi pikarski romani dele određen broj zajedničkih odlika koje se mogu svesti na sledeće:
1. Glavni lik je pikar, koji pripada nižim slojevima. On je antipod viteškom romanu, u kome je sve stilizovano i idealno, dok je ovde prikazan svet u svom najsurovijem obliku. Pikar kroz život ide koristeći se lukavstvom, prevarama, krađom i dovitljivošću. Živi na granici moralnog kodeksa svojstvenog višim društvenim klasama svog vremena. Sloboda je najvrednija stvar koju poseduje. Njegova sudbina je predodređena poreklom i on je prinuđen da živi tim načinom života, što navodi čitaoca da se saoseća sa pikarom i na neki način opravdava njegove postupke.
2. Delo je autobiografskog karaktera, pripovedano najčešće u prvom licu, u kojem se predstavljaju zgode i nezgode nekog obešenjaka bez čvrstih moralnih nazora. Doživljaji se izlažu po epizodama koje su međusobno povezane. Autori su time hteli još više da podvuku društvenu beznačajnost pikara i zato ovi romani izgledaju kao da su autobiografski, odnosno da između pikara i čitaoca ne postoji nikakav posrednik („lažna autobiografija“). Autobiografska forma se, takođe, koristi da bi autor, projektujući svoja mišljenja i stavove, kroz izmišljenog lika imao veću slobodu izraza. Za razliku od pikarskog, u viteškim romanima je pisac taj koji govori o glavnom liku.
3. Pikarski roman ističe determinizam (predodređenost) svog antiheroja. Koliko god da pikaro svojim lopovlucima i lukavošću pokušava da popravi svoj materijalni i društveni položaj, on nikada u tome ne uspeva i ostaje i dalje na margini. Zato je struktura pikarskog romana uvek neodređena. Avanture i događaji mogu se opisivati u nedogled, jer ne postoji nikakva mogućnost za preokretom nabolje, koji bi promenio priču.
4. Moralna i pesimistična ideologija - sama priča sadrži na početku i na kraju elemente moralne pridike, naravoučenija, primere loših postupaka koji, na kraju, bivaju kažnjeni.
5. Povezanost epizoda se postiže tako što glavni junak služi nekolicini gospodara, čime se daje zanimljivi presek španskog društva. Pikaro, služeći njima, u stanju je da vidi licemerje svojih gospodara koji nemaju moralne vrednosti i nisu primer onoga što bi trebalo da predstavljaju. Pri tome se uvek javlja i element društvene kritike kroz satiričnu notu.
6. Satirična nota - kritikuju se svi društveni slojevi. Autori pikarskog romana, u suštini, ne nameravaju da prikažu samo surov i stvaran svet kakav jeste, već idu dalje i deformišu tu stvarnost, potenciraju najlošije osobine predstavnika najgorih društvenih klasa, posebno kritikujući sveštenički stalež i crkvu. Zato su ti romani ne samo realistični već i satirični, više karikatura nego portret.[1] Cilj je istaći ono ružno, zlo i pokvareno u čoveku, da bi se, kroz roman, čitaocima dala moralna poruka.
7. Realizam, pa čak i naturalizam, koristi se u opisivanju najsurovijih aspekata realnosti koja nikad nije predstavljena kao nešto ka čemu treba težiti, nego naprotiv - ismevati i ne odobravati.[2]

## Odlike glavnog lika – pikara
Rečnik Španske kraljevske akademije definiše termin píkaro na sledeći način – prost, siromašan, lukav, prepreden, prevarant, bez časti i srama. 
Pikaro potiče iz najnižih društvenih slojeva, bez određenog zanimanja, sluga mnogih gospodara, beskrupulozan, lukav, više voli da lenčari i luta, da prosi, kraducka, vara, laže i da živi na ivici zakona nego da se bavi poštenim poslom.
Njegov cilj je da vara ljude kako bi izvukao neku korist za sebe. On je individualac, uvek sam radi i nema prijatelje.
Mi možemo da prevodimo termin pícaro kao mangup, prevarant, lopuža, probisvet, obešenjak i slično. Sam glavni junak, pikaro, postaće prototip u španskoj književnosti. On je društveni parazit, skitnica, osoba koja uvek gleda da dođe do koristi na najlakši način, koja izbegava rad, obaveze i odgovornosti. Međutim, ne može se smatrati prestupnikom. Pikaro ne voli zakon i predstavnike zakona, ali im se ne suprotstavlja. Dobro poznaje život i to ga čini realistom, skeptikom i cinikom. Za antiheroja bi se moglo reći da je osoba koja je za kratko vreme imala prilike da sagleda propadanje brojnih ideala. Shvativši to, trudi se da preživi uz minimalan rad.

## Život Lazarčića sa Tormesa
Prva poznata izdanja Života Lazarčića sa Tormesa i njegovih zgoda i nezgoda (šp. Vida del Lazarillo de Tormes y de sus fortunas y adversidades pojavljuju se 1554. godine. Štampana su u Burgosu, Alkali i Antverpenu. Pretpostavlja se da postoje i ranija izdanja od onog iz Atverpena, iz 1553. godine, ali do sada nije pronađen nijedan primerak. Autor ovog dela je nepoznat. Pripisivano je Hoseu de Siguensi (šp. Jose de Siguenza), Dijegu Urtadu de Mendosi (šp. Diego Hurtado de Mendoza) i Sebastijanu Orosku (šp. Sebastian Orozco). Međutim, nijedna od ovih tvrdnji nije dokazana, tako da se Lazarčič i dalje smatra delom anonimnog autora. U prošlosti je knjiga zabranjivana zbog oštre satire na račun sveštenstva i nalazila se na indeksu zabranjenih knjiga 1559. godine. Pošto je njena popularnost bila velika, Filip II je naredio da se štampa u prečišćenoj verziji u Madridu 1573. godine.
Pisana u prvom licu, predstavlja autobiografiju Lazarčića, malog dečaka kojeg je majka ostavila jednom slepcu da mu služi kao vodič. Roman je sastavljen od epizoda koje čine Lazarčićeva službovanja kod raznih gospodara: slepca, sveštenika, prodavca lažnih bula, kapelana, čuvara javnog reda... Na kraju Lazarčić postaje telal u Toledu, ženi se arhiprezviterovom služavkom, a taj brak služi, zapravo, za prikrivanja sveštenikove veze sa tom služavkom.
Svaka epizoda je zaokružena kao celina. Priča se razvija linearno, ali su epizode različite po svojoj dužini. Službovanje kod raznih gospodara otvara mogućnost da se izloži pregled društvenih tipova niže i srednje klase, te da se iskaže oštra satira na društvenu i ekonomsku situaciju Španije tog doba. Iz epizode u epizodu pratimo moralnu degradaciju jednog naivnog dečaka dobroćudne naravi, koji raste i pretvara se u lukavog prevaranta.
Oštrica satire nikada nije uperena protiv samog Lazarčića, iako je njegovo moralno srozavanje očigledno. Situacije u kojima se on nalazi uvek se razrešavaju na način koji dozvoljava čitaocu da prema njemu gaji izvesne simpatije, čak iako se njegova dela ne bi mogla odobravati sa moralnog stanovišta. Uprkos činjenici da je primoran da vara svoje gospodare da bi mogao da preživi, uvek se nađe poneki element komičnog koji je tu ubačen da bi zasmejao čitaoca i ublažio moralnu osudu. Na samom kraju romana, kada Lazarčić stupa u brak sa služavkom koja i dalje živi sa sveštenikom, dakle u završnoj fazi moralne degradacije glavnog junaka, može se uočiti izvesno osećanje sažaljenja, premda izvesna simpatija prema nestašlucima glavnog junaka prevladava kao konstanta duž čitavog romana.

### Radnja romana
Radnja romana odvija se u Salamanki i Toledu sredinom 16. veka. Radi se o autobiografskom delu u kome Lazarčić sa Tormesa priča o svom životu kroz sedam epizoda (šp. tratados), uključujući i Prolog na samom početku dela.

#### Prolog
Glavna karakteristika ovog dela romana jeste njegova dvosmislenost. Ona se ogleda u nekoliko stavki, najpre u tome što Lazarčić želi da za njegovu priču čuju mnogi, ali je ona ipak namenjena samo jednoj osobi, izvesnom „Vašem Prevashodstvu“ (šp. Vuestra Merced). Potom, iako je traženo da piše samo o određenoj „stvari“, on ipak odlučuje da opiše čitav tok svog dotadašnjeg života. Treba primetiti i da, iako je Lazarčić neobrazovan dečak, pravi aluzije na nekoliko klasičnih autora i koristi brojna retorička sredstva. Takođe, iako je veoma siromašan, odbija novčanu nagradu – umesto toga, čezne za slavom. Na samom kraju Prologa, nagoveštava da je kao teški fizički radnik postigao mnogo više od onih koji su, zahvaljujući velikodušnosti Fortune, „nasledili plemenita imanja“, što je bio veoma smeo komentar za ono vreme kad je roman nastao.

#### Prva – četvrta epizoda
U prvoj epizodi Lazarčić daje opis svog rođenja u selu nadomak Salamanke, od oca vodeničara koji gine u ratu još za vreme njegovog detinjstva. Lazarčićeva majka se seli u Salamanku i stupa u vezu sa crncem konjušarem, koji postaje Lazarčićev očuh. Nakon sto mu očuh biva optužen za krađu, majka ga šalje slepom prosjaku da ga učini svojim šegrtom. Lazarčićev život sa slepim prosjakom ispunjen je nasiljem i borbom za opstanak, koja se završava tako što Lazarčić uspeva da nadmudri svog gospodara.
U drugoj epizodi upoznaje pohlepnog sveštenika s kojim, takođe, vodi borbu - najviše oko hrane, koja se završava otpuštanjem Lazarčića iz službe.
U trećoj epizodi Lazarčić stiže u Toledo, gde ga zapošljava jedan plemić. Zadivljen njegovim izgledom i odećom, nada se da će započeti stabilniji život, ali opet doživljava razočaranje - plemić živi u siromaštvu, jedino sa onim sto ima na sebi. Naviknut na teške životne uslove, Lazarčić uspeva da preživi, nalazeći hranu na ulici, a čak kreće i da hrani svog gospodara. Ova epizoda se umnogome razlikuje od prethodne dve po tome što nema borbe između gospodara i sluge. Razlog leži u tome što plemić nije okrutan, za razliku od slepog prosjaka i sveštenika. Iako je siromašan, on odbija to da prizna i prividno živi u blagostanju. To čini sve dok okolnosti ne ugroze njegov iluzorni svet. Tada beži, što uvodi još jednu razliku u odnosu na prethodne dve epizode - umesto da sluga napusti gospodara, gospodar napušta slugu i beži iz grada.
Četvrta epizoda je veoma kratka i u njoj se Lazarčić zapošljava kod svog četvrtog gospodara - kaluđera, kojeg opisuje kao ‚‚neprijatelja" manastirskog života i ljubitelja svetovnih aktivnosti. On provodi toliko vremena posećujući ljude da ima više pohabanih cipela nego ostatak njegove pastve zajedno. Lazarčić od njega dobija svoje prve cipele, ali ga ubrzo napušta iz razloga koji nije naveo, ali i zbog toga što nije mogao da ide u korak s njime.

#### Peta – sedma epizoda
U petoj epizodi Lazarčićev gospodar je prodavac oproštajnica grehova, čijom kupovinom bi se kupac osigurao da će mu duša provesti manje vremena u čistilištu. Prodavac je opisan kao najveštiji i najbeskrupulozniji prodavac oproštajnica kojeg je Lazarčić ikada sreo. Nakon svađe sa lokalnim policajcem uspeva da obmane čitav grad, pa i Lazarčića, i natera ih da poveruju da su prisustvovali božjem čudu, dok je, zapravo, sve vreme u pitanju bila dobro osmišljena prevara. Lazarčić ostaje u njegovoj službi 4 meseca.
Šesta epizoda je veoma kratka, iako u njoj Lazarčić menja dva gospodara. Prvog, torbara, za kojeg je mešao boje, spominje samo u jednoj rečenici u kojoj navodi da mu je izazvao brojne patnje. Odmah za njim sledi kapelan, koji mu prvi plaća za njegov rad. Nakon četiri godine rada za kapelana, skuplja dovoljno novca da priušti sebi pristojnu polovnu odeću i stari mač, nakon čega napušta službu.
U sedmoj epizodi Lazarčić služi čuvaru javnog reda, ali ubrzo shvata da je hvatanje kriminalaca previše opasan posao. Na kraju se zapošljava kao gradski telal i ženi se arhiprezviterovom služavkom, dok, u stvari, služi za prikrivanje sveštenikove veze sa tom služavkom. Tek tada saznajemo da je to bila „stvar“ o kojoj se govorilo u prologu.

### Značaj romana
Umetnička vrednost ovog romana ne sastoji se samo iz uočavanja društvenih prilika u Španiji tog doba i njihovog izvrgavanja ruglu. Anonimni autor pokazuje izuzetnu veštinu u skiciranju likova. Portreti predstavnika određenih društvenih slojeva konkretni su, puni života, što čini društvenu kritiku jos oštrijom. Pored tendencije da se određene ličnosti prikažu kao tipovi ili karikature, svaka od njih poseduje i onu notu individualnog, specifičnog što je čini originalnom kreacijom.
Lazarčić predstavlja drugu stranu medalje velike Španske imperije. U njemu nema idealizacije kao u pastoralnom romanu ili fantastike kao u viteškim. Svaki prikaz društvene sredine, svaka situacija - verodostojni su. Humor, koji se javlja kao značajan element u ovom romanu, samo potencira realizam slike. Na kraju je i taj humor upotrebljen u funkciji konačnog cilja autora. Ta realistična slika Španije tog doba ne bi bila potresna u toj meri da predstavljanje skitnica, prosjaka, ponosnog idalga koji se stidi da prosi ali i da radi, nemoralnog sveštenika i drugih, nije dato tako efektno, životno, jednostavnim crtama, racionalnim i efikasnim jezikom, bez suvišnih opisa.
Ovo je značajno delo kao dokument o životu Španije, ali, isto tako, značajno je i za razvoj proznog književnog izraza na španskom jeziku. U tom autobiografskom pripovedanju nema mesta za fantastiku, za mit i legende. Nema mesta za vitezove ili idealizovane junake. Galerija likova koja se ocrtava kroz epizode Lazarčićevog života nema predstavnika viših društvenih slojeva. Život je predstavljen kroz vraćanje u prošlost i struktura romana je zaokružena u trenutku kada pripovedanje dolazi u sadašnje vreme. Sama priča sluzi da objasni i opravda Lazarčićevu trenutnu situaciju. Prvi put u španskoj književnosti trenutno stanje glavnog junaka posmatra se kao posledica njegovog porekla.
Pikaro, kao prototip osobe koju je društvo obacilo, koja mora da vara i da se snalazi u životu da bi preživela, mogao je da se javi samo u toj društvenoj sredini koja se opisuje. Njegova situacija je logičan ishod porekla, obrazovanja i životnih iskustava. Razvoj glavnog junaka posmatramo u romanu od detinjstva do zrelosti. Nijedno ranije ostvarenje iz španske književnosti nije dalo radnju kroz evoluciju likova kao sto to čini ovo. U tom smislu su veoma značajni gore navedeni elementi retrospektive i determinizma kao inovacija u razvoju uopšte.

## Literatura
- Pavlović-Samurović Lj., Soldatić D., Španska književnost 1, Nolit, Beograd, 1985.
- Ángel Valbuena Prat, "Historia de la Literatura Española", 1937-1968
- Diccionario de la RAE
- Alborg, Juan Luís, Historia de la Literatura Española, tomo I
- Anonimni autor, Lazarčić sa Tormesa

## Spoljašnje veze
- , Pristupljeno 3. 11. 2013.
- , Pristupljeno 4. 11. 2013.
- , Pristupljeno 4. 11. 2013.
- , Pristupljeno 5. 11. 2013.
- , Pristupljeno 5. 11. 2013.
- , Pristupljeno 5. 11. 2013.